# Rối loạn tâm trạng

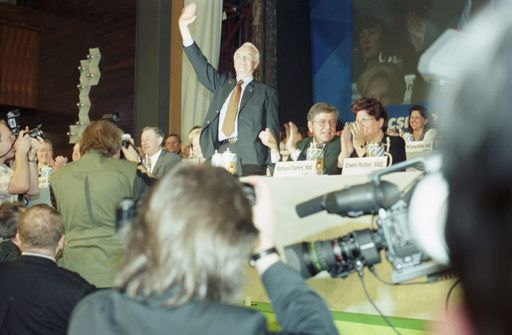
Có những rối loạn cảm xúc ảnh hưởng đến những người thực thi quyền lực dưới bất kỳ hình thức nào, trong đó nổi bật là hội chứng hubris, chứng cuồng dâm, hamartia hoặc tự ái.

Rối loạn tâm trạng, còn được gọi là rối loạn cảm xúc tâm trạng, là một nhóm các tình trạng trong đó sự rối loạn tâm trạng của con người là đặc điểm cơ bản chính. Việc phân loại này nằm trong Cẩm nang Chẩn đoán và Thống kê Rối loạn Tâm thần (DSM) và Phân loại Quốc tế về Bệnh (ICD).
Rối loạn tâm trạng rơi vào các nhóm cơ bản của tâm trạng tăng cao, chẳng hạn như hưng cảm hoặc hưng cảm nhẹ; tâm trạng chán nản, trong đó nổi tiếng nhất và được nghiên cứu nhiều nhất là rối loạn trầm cảm chính (MDD) (thường được gọi là trầm cảm lâm sàng, trầm cảm đơn cực hoặc trầm cảm chính); và tâm trạng xoay quanh hưng cảm và trầm cảm, được gọi là rối loạn lưỡng cực (BD) (trước đây gọi là trầm cảm hưng cảm). Có một số loại rối loạn trầm cảm hoặc hội chứng tâm thần có các triệu chứng ít nghiêm trọng hơn như rối loạn dysthymic (tương tự nhưng nhẹ hơn MDD) và rối loạn cyclothymic (tương tự nhưng nhẹ hơn so với BD).   Rối loạn tâm trạng cũng có thể là do chất gây ra hoặc xảy ra để đáp ứng với một tình trạng y tế.
Nhà tâm thần học người Anh Henry Maudsley đề xuất một phạm trù bao trùm của rối loạn cảm xúc. Thuật ngữ này sau đó được thay thế bằng rối loạn tâm trạng, vì thuật ngữ sau đề cập đến trạng thái cảm xúc cơ bản hoặc theo chiều dọc, trong khi thuật ngữ rối loạn cảm xúc đề cập đến biểu hiện bên ngoài được người khác quan sát thấy.

## Phân loại
Rối loạn trầm cảm chính
Rối loạn trầm cảm chính (MDD), thường được gọi là trầm cảm lớn, trầm cảm đơn cực hoặc trầm cảm lâm sàng, trong đó một người có một hoặc nhiều đợt trầm cảm chính. Sau một tập duy nhất, Rối loạn trầm cảm chính (cơn duy nhất) sẽ được chẩn đoán. Sau hơn một cơn, chẩn đoán trở thành Rối loạn trầm cảm chính tái phát). Trầm cảm không có thời kỳ hưng cảm đôi khi được gọi là trầm cảm đơn cực vì tâm trạng vẫn ở "cực" dưới cùng và không leo đến "cực" hưng cảm như trong rối loạn lưỡng cực.
Rối loạn trầm cảm dai dẳng
Rối loạn trầm cảm dai dẳng (PDD), hay còn được gọi là chứng trầm cảm thường xuyên, là một loại bệnh mãn tính. Người mắc có thể mất hứng thú với các hoạt động bình thường hàng ngày, cảm thấy tuyệt vọng, hụt hẫng, có lòng tự trọng thấp,... Những cảm xúc này có thể kéo dài trong nhiều năm và gây ảnh hưởng đáng kể đến cuộc sống như các mối quan hệ, kết quả học tập, công việc,...
Người mắc rối loạn trầm cảm dai dẳng thường khó tìm thấy cảm giác lạc quan thậm chí vào những dịp hạnh phúc nhất. Bạn có thể được mọi người mô tả là người có tính cách ảm đạm, hay phàn nàn hoặc buồn chán. Mặc dù rối loạn trầm cảm dai dẳng không nghiêm trọng như trầm cảm chính, nhưng tâm trạng chán nản hiện tại của bạn có thể từ mức độ nhẹ, trung bình đến nặng.

## Sách tham khảo
- American Psychiatric Association (2000). Diagnostic and statistical manual of mental disorders, Fourth Edition, Text Revision: DSM-IV-TR. Washington, DC: American Psychiatric Publishing, Inc. tr. 943. ISBN 978-0-89042-025-6.
- Parker, Gordon; Dusan Hadzi-Pavlovic; Kerrie Eyers (1996). Melancholia: A disorder of movement and mood: a phenomenological and neurobiological review. Cambridge: Cambridge University Press. ISBN 978-0-521-47275-3.
- Sadock, Benjamin J.; Sadock, Virginia A. (2002). Kaplan and Sadock's Synopsis of Psychiatry: Behavioral Sciences/Clinical Psychiatry (ấn bản thứ 9). Lippincott Williams & Wilkins. ISBN 978-0-7817-3183-6.
- Carlson, Neil R.; C. Donald Heth (2007). Psychology the science of behaviour (ấn bản thứ 4). Pearson Education Inc. ISBN 978-0-205-64524-4.